# Soplaviento
Soplaviento – miasto w Kolumbii, w departamencie Bolívar.